# 龙大道

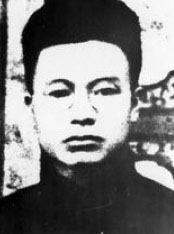
龙大道近照

龙大道（1901年10月—1931年2月7日），字坦之，又名龙康庄，贵州锦屏县茅坪镇人，中共早期领导人，曾任上海总工会秘书长，中国自由运动大同盟主席兼中共党团书记，龙华二十四烈士之一。

## 生平
父亲是苗族，木材商人，母亲是侗族。幼时丧母，由继母抚养长大。1919年与同乡龙云、龙泰璜赴武汉读书。就读于私立武昌中华大学附中部。1922年，龙大道考入上海大学，师从邓中夏、瞿秋白。1923年11月23日，在上海大学由张其雄、施存统介绍加入中国共产党。
1924年秋，被派赴苏联莫斯科东方大学学习，1925年冬毕业回国到上海，从事工运。1926年9月任中共闸北部委书记。1927年1月任上海总工会主席团委员兼秘书长。在上海工人第三次武装起义时任闸北区指挥。四一二事变发生时，指挥工人纠察队进行抵抗，后转移至武汉。出席中国共产党第五次全国代表大会，会后留在全国总工会和湖北省总工会工作，和刘少奇、林育南、向警予等共事。同年8月在汉阳被捕，后越狱逃出，在欧阳梅生的家里躲避。后经省委决定，与林育英、欧阳梅生组成汉阳县委，林育英任书记。1928年3月因汉阳组织被破坏，前往上海。4月被派到宁波，任中共浙江省委工人部部长，5月任浙江省委常务委员、代理书记，12月被调回上海。1930年初任上海总工会秘书长，参与发起成立中国自由运动大同盟，任主席兼中共党团书记。
1931年1月17日，被国民政府当局逮捕，2月7日与林育南等人在上海龙华被处决。

## 家庭
妻子金翊群，原是上海景贤女中学生。  儿子龙支雯，女儿龙英尔。